# Leptoneta olivacea
Espèce
Leptoneta olivacea est une espèce d'araignées aranéomorphes de la famille des Leptonetidae.

## Distribution
Cette espèce est endémique de Provence-Alpes-Côte d'Azur en France. Elle se rencontre dans le Var dans le Trou-des-Fades à Hyères et dans le Saint-Trou à Toulon et dans les Bouches-du-Rhône dans le massif du Garlaban.

## Publication originale
- Simon, 1882 : Études Arachnologiques. 13e Mémoire. XX. Descriptions d'espèces et de genres nouveaux de la famille des Dysderidae. Annales de la Société entomologique de France, sér. 6, vol. 2, p. 201-240 (texte intégral).